# Мороов рефлекс
Мороов рефлекс је примитивни рефлекс који се јавља код новорођенчади (и одојчади) до 4-5 месеца живота. Рефлекс је присутан у непотпуном облику и код деце рођене пре термина (недоношче) гестацијске старости веће од 28 недеља. Потпуни облик рефлекса јавља се код деце чија је гестацијска старост већа 34 недеље.
Изостанак рефлекса код деце млађе 4-5 месеца упућује на оштећење моторног система. Присутан или недостатан Мороов рефлекс на једној страни најчешће упућује на хемиплегију, ербову парализу и прелом кључне кости. Присуство рефлекса код деце старије 4-5 месеца упућује на дефект нервног система.
Рефлекс је први открио и описао аустријски педијатар Ернст Моро, по коме и носи назив.
Рефлекс је одговор на изненадни гласан звук или осећај детета да пада. Сматра се да је Моров рефлекс једини ненаучени страх код деце.
Највећи значај испитивања Моровог рефлекса је оцењивање интеграције централног нервног система.
Рефлекс се испитује у леђном положају детета, а састоји се од следећих реакција након надражаја: 
1. ретрофлексија врата
2. ширење руку (абдукција) на шта се надовеже екстензија лактова и свих зглобова шака
3. флектирање лактова

Изостанак било ког елемента или асиметрија покрета сматра се абнормалним налазом.